# Miesau Army Depot
Das Miesau Army Depot (auch bekannt als Ammunition Center Europe) in Rheinland-Pfalz ist das größte Munitionsdepot der US-Army außerhalb der Vereinigten Staaten.

## Lage
Das Depot befindet sich zwischen Kaiserslautern und Saarbrücken nordwestlich der Anschlussstelle Bruchmühlbach-Miesau der Bundesautobahn 6, an welche es über diese sowie zudem über die Anschlussstelle Waldmohr angebunden ist.

## Geschichte
Gegründet wurde das heutige Miesau Army Depot am 23. Mai 1949 unter der Bezeichnung Rhine Ammunition Depot. Der Transport des Baumaterials zur Errichtung des Depots erfolgte über den rund einen Kilometer entfernten, an der Glantalbahn gelegenen Bahnhof Schönenberg-Kübelberg. 
Es diente der US-Army im Rahmen der NATO als Munitionslager.
Über die Jahre hinweg änderten sich die Bezeichnungen des Depots sowie die organisatorische Zuordnung mehrfach. Heute untersteht es dem 21st Theater Sustainment Command (TSC). Beim TSC handelt es sich um die größte Nachschubeinheit der US-Army in Europa, deren Hauptquartier sich in der Panzerkaserne in Kaiserslautern befindet.
Überregionale Bekanntheit erlangte das Depot 1990, als es im Rahmen der Aktion Lindwurm als Zwischenlager für aus einem US-Militärdepot in der Nähe von Clausen (etwa 30 km südöstlich Miesau) abtransportierte Giftgasgranaten (unter anderem bestückt mit den Nervengasen VX und Sarin) diente. Die in mehreren LKW-Konvois nach Miesau verbrachten Giftgasgranaten wurden von dort aus per Bahn zum niedersächsischen Hafen Nordenham weitertransportiert, wo sie verschifft und zur späteren Vernichtung zum Johnston-Atoll im Pazifik gebracht wurden.

## Aufgabe
Aufgabe des Miesau Army Depots ist die Lagerung von unterschiedlichsten Munitionstypen, die dort, teils in Lagerhallen, teils in Bunkern, gelagert vorgehalten werden. Neben der Versorgung der US-Streitkräfte in Europa mit Munition lief über das Miesau Army Depot auch zu großen Teilen die Munitionsversorgung der US-Truppen in Afghanistan und im Irak.
An- und Abtransport der Munition erfolgen größtenteils über die Bundesautobahn 6 von und zur Ramstein Air Base.